# Marie de Montauban

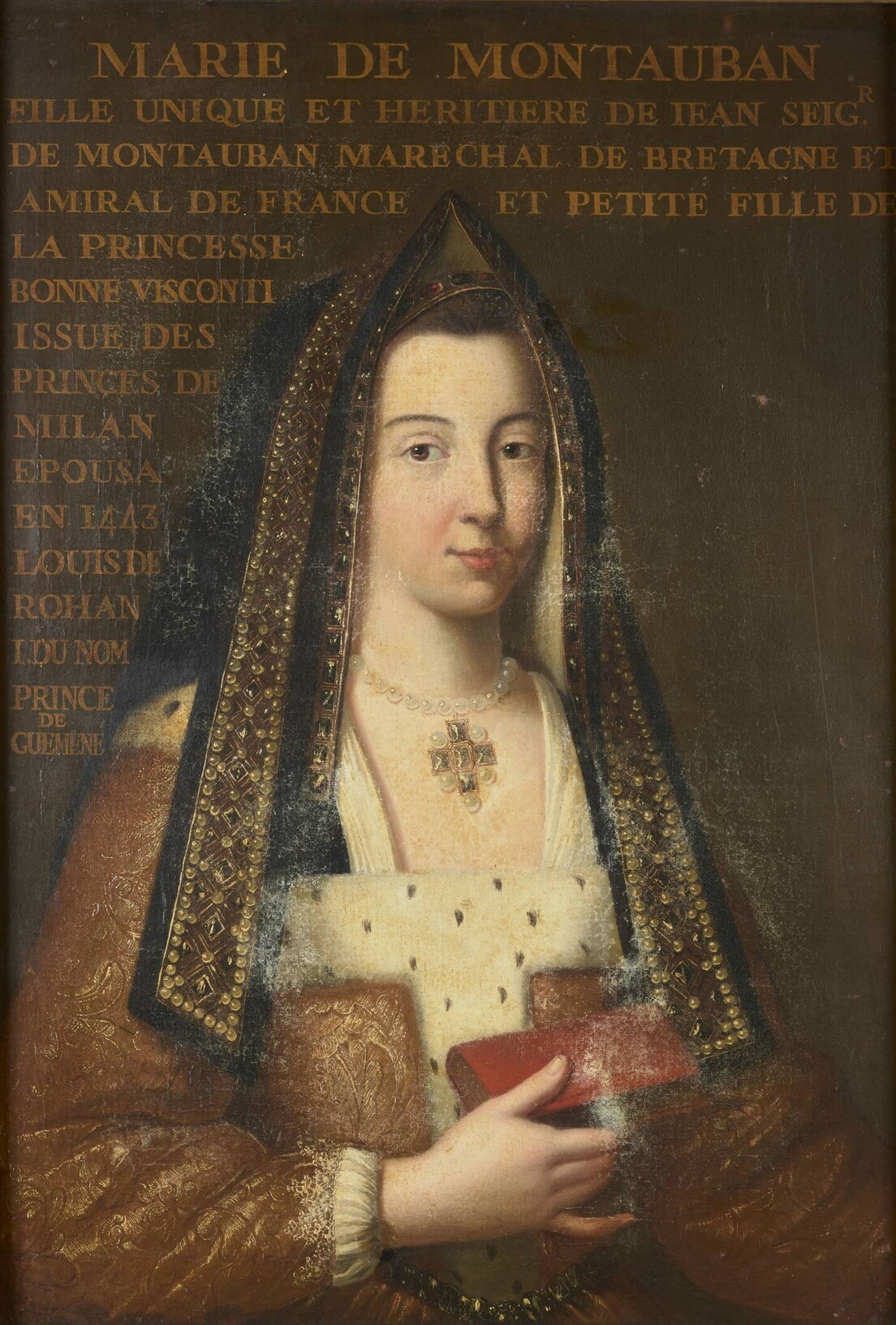
Marie de Montauban

Marie de Montauban († Mai 1477 oder Mai 1497), Dame de Montauban, de Landal (in Broualan), Romilly et de Marigny, war eine adlige bretonische Giftmörderin, die ihren ersten Ehemann vergiftete, und von ihrem zweiten Ehemann nach einem gescheiterten Mordversuch weggesperrt wurde.

## Leben
Marie de Montauban war die Tochter und Erbin von Jean de Montauban, Admiral von Frankreich, Marschall der Bretagne, und Anne de Kérandrais, Dame de La Rigaudière. Am 24. April 1443 heiratete sie per Ehevertrag Louis I. de Rohan, Fürstentum Guéméné, der am 15. Dezember 1457, von seiner Frau vergiftet, starb. Die Vormundschaft über ihre drei Kinder wurde ihr aber aufgrund des Testaments ihres Ehemanns entzogen, die dieser dem Sire du Pont et de Rostrenen übertrug. Marie versuchte, das Testament bezüglich der Vormundschaft anzufechten, als Familienoberhaupt behielt Alain IX. de Rohan die Kinder aber im Château de Blain zurück, bis der Herzog von Bretagne sie zu sich an den Hof in Nantes holte. Marie de Montauban gelang es aber, sich der bretonischen Justiz zu entziehen.
Ihre Kinder aus dieser Ehe sind:
- Louis II. de Rohan († 25. Mai Juni 1508), Seigneur de Guéméné, de Montauban, Gié, Roche-Moysan etc. ⚭ (Ehevertrag 24. November 1455, ratifiziert 12. Juni 1466) Louise de Rieux, Tochter von François, Seigneur de Rieux et de Rochefort, Comte d’Harcourt, Vicomte de Donges, Baron d’Ancenis, und Jeanne de Rohan
- Pierre de Rohan († 22. April 1513), Seigneur de Gié, Comte de Marle et de Porcien, Marschall von Frankreich; ⚭ (1) Françoise de Penhoët, Tochter von Guillaume, Comte de Penhoët, und Françoise de Maillé ; ⚭ (2) (Ehevertrag 15. Juni 1503) Marguerite d’Armagnac, Duchesse de Nemours, Comtesse de Guise, Tochter von Jacques, Duc de Nemours, und Louise d’Anjou
- Hélène de Rohan († 1507); ⚭ Pierre Baron du Pont et de Rostrenen († 1488)

Am 8. November 1464 heiratete sie in zweiter Ehe Georges II. de La Trémoille († 1481), genannt Sire de Craon, Comte de Ligny, Baron de Craon etc., Sohn von Georges de La Trémoille und Catherine de l’Isle-Bouchard. Als er 1471 von neuerlichen Verbrechen erfuhr, trennte er sich von ihr. Die Ehe blieb kinderlos.
Am 14. August 1471 wurde Marie de Montauban dazu verurteilt, wegen des Versuchs, ihren Ehemann zu vergiften und zu verhexen, „an einem sicheren Ort eingesperrt und eingemauert“ zu werden. Ihr Geliebter Ambroise Rochelle, der den Mordversuch gegen ein Eheversprechen mit geplant hatte, wurde nach einem Geständnis in Tours von Gericht gestellt und enthauptet.
Zu Marie de Montaubans Tod gibt es unterschiedliche Darstellungen:
- Nach Aubert de La Chenaye-Desbois heiratete sie dritter Ehe Jean de Keradreux, Seigneur de Neufvillette, und starb im Mai 1477.
- Nach Schwennicke schloss sie die dritte Ehe mit Jean de Keradreux, Seigneur de Neufvillette, und starb im Mai 1497.
- Nach Père Anselme (und Pattou) starb sie 1497 (ohne Erwähnung einer weiteren Ehe).
- Nach Maulde La Clavière starb sie 1476 „dans un cachot“ (d. h. Verlies, Kerker, jedenfalls Einzelhaft).